# Кита
Кита е един от 11-те района на Киото. Името му означава „северен район“. На територията на Кита се намират шинтоисткото светилище Камигамо и един от най-известните будистки храмове в Япония - Златния павилион. Населението на Кита е около 122 000 души (2008).

## Галерия
- Кинкаку-джи
- Кинкаку-джи
- Кинкаку-джи
- Кинкаку-джи